# Pleotrichophorus oestlundii
Pleotrichophorus oestlundii är en insektsart som först beskrevs av Frank Hall Knowlton 1927.  Pleotrichophorus oestlundii ingår i släktet Pleotrichophorus och familjen långrörsbladlöss. Inga underarter finns listade i Catalogue of Life.